# Эмх3
Эмх3 или просто Эмх (эквивалентен паровозу Э, с механической передачей, № 3, первоначально Юм005, позже непродолжительно Э-МХ-3) — один из первых советских магистральных тепловозов. Был разработан под руководством профессора Ю. В. Ломоносова по личному указанию В. И. Ленина; построен в 1926 году на немецком заводе Гогенцоллерн. Самая мощная в истории транспортная машина с механической передачей. Из-за фрикционной муфты, выполненной на электромагнитах, Эмх иногда именовали тепловозом с магнитной передачей.
Первоначально Эмх3 планировалось оснастить гидростатической передачей, сконструированной специально для него  автором коломенского проекта 1913 года, профессором Ф. Х. Мейнеке. Дизель должен был приводить в действие регулируемый симметричный аксиально поршневой гидронасос, от которого масло поступало к роторному гидромотору на отбойном валу, связанному через спарниковую передачу с ведущими осями тепловоза. Передаточное число изменялось путём перестановки угла шайбы гидронасоса. При этом менялся ход поршней и количество масла, подаваемого к гидромотору, и, соответственно, число оборотов отбойного вала и тяговое усилие. Однако, уровень развития техники тех лет не позволил построить надежно работающую гидропередачу, поэтому тепловоз получил механическую трехступенчатую передачу с электромагнитным переключением ступеней и специальным тахометром, показывавшим разницу оборотов ведомой и ведущей шестерен. Регулированием оборотов дизеля машинист уравнивал обороты шестерен, после чего электромагнитная муфта подключала шестерню к валу. Во время переключения мощность на отбойный вал не подавалась. Окончательное подключение дизеля осуществляла главная магнитная муфта, расположенная между дизелем и парой конических шестерен.
Сам дизель был тот же, что и на Ээл2, но оснащенный реверсом.
Несмотря на специально принятые меры, механическая передача оказалась ненадежной — так, в ней ломались зубья конических шестерен, при переключении передач возникали рывки и пульсации крутящего момента, приводившие к разрыву поездов. Снижение мощности двигателя ни к чему не привело, в итоге тепловоз был отставлен от работы с поездами и стал первым и последним в мире магистральным тепловозом с механической передачей. Он же стал тепловозом с самым высоким КПД — 30-31%.
Интересно, что одним из машинистов, работавших на Эмх3, был тогда еще молодой Малышев, в будущем — "танковый нарком".